# しょこたん☆かばー3 〜アニソンは人類をつなぐ〜
『しょこたん☆かばー3 ～アニソンは人類をつなぐ～』は中川翔子のアニメソングカバー企画の第3弾作品であり、中川本人が選んだアニメソング12曲（CD+DVD盤は18曲）をカバーしたコンピレーション・アルバム。
2010年3月10日リリースにされた。

## 作品概要
- ジャケットのキャラクターデザイン/イラストレーションはいとうのいぢによる描き下ろし。
- 過去2作は収録曲が5曲だったのに対し、今作は12曲（18曲）と約2倍の大幅な収録曲数増加となる。

## 収録曲

### CD only盤、CD+DVD盤
1. Angel Night〜天使のいる場所〜
2. God Knows...
3. 星間飛行
4. ゆずれない願い
5. そばかす
6. 雨にキッスの花束を
7. 微笑みの爆弾
8. ときめきの導火線
9. Give a reason
10. 魂のルフラン
11. でてこいとびきりZENKAIパワー!
12. プリキュア5、フル・スロットル GO GO!

### CD+DVD盤のみ
ボーナス・トラックとして収録され、全てTVサイズである。
1. DAN DAN 心魅かれてく
2. Don't say "lazy"
3. ムーンライト伝説
4. セーラースターソング
5. 不思議色ハピネス
6. DON'T YOU…?

### DVD
1. PV ゆずれない願い
2. Making of ゆずれない願い